# Comunità di vita cristiana
La Comunità di vita cristiana (CVX) è un'associazione internazionale di fedeli di diritto pontificio; le sue origini risalgono alle congregazioni mariane fondate a partire dal 1563 presso i collegi gesuiti.

## Storia
Le origini della Comunità di vita cristiana risalgono alla congregazione mariana fondata nel 1563 del sacerdote gesuita Jean Leunis riunendo alcuni
studenti del Collegio romano.
La congregazione era una confraternita di studenti ed era posta sotto il patrocinio di Maria. Una lettera circolare del 14 luglio 1564 ne fornisce la prima descrizione: era costituita dai ragazzi più giovani del collegio che si impegnavano alla messa quotidiana, alla confessione settimanale, alla comunione mensile, a mezz'ora di meditazione quotidiana, ad altre pie pratiche e a servre i poveri. Tra i ragazzi più anziani e saggi della congregazione veniva eletto un prefetto che, sotto la direzione di un sacerdote gesuita e insieme ad altri dodici membri, vigilava sulla condotta dei congregati e sulla loro applicazione allo studio.
La prima congregazione mariana fu approvata nel 1584 da papa Gregorio XIII con la bolla Omnipotentis Dei e papa Sisto V, con la bolla Superna dispositione del 1587, autorizzò la creazione di altre congregazioni mariane da affiliare alla prima.
Alla congregazione mariana primaria di Roma se ne aggregarono altre costituite presso oltre 50 collegi gesuiti (Napoli, Genova, Barcellona, Madrid, Città del Messico, Praga, Colonia, Lisbona, Lucerna...). Le congregazioni mariane divennero per i gesuiti quello che i terz'ordini rappresentavano per gli ordini mendicanti.
La soppressione della Compagnia di Gesù, decretata da papa Clemente XIV nel 1773, causò l'indebolimento delle congregazioni mariane. Nel 1948, a seguito della promulgazione della costituzione apostolica Bis saeculari, nella quale papa Pio XII espose le linee guida per l'apostolato dei laici, si avvertì l'esigenza di rinnovare le congregazioni mariane e di raggrupparle in una federazione internazionale.
La Federazione mondiale delle Congregazioni mariane fu istituita nel 1952 e nel 1971 mutò la denominazione in Federazione mondiale delle Comunità di vita cristiana, riconosciuta dalla Santa Sede come organizzazione internazionale cattolica. Il Pontificio Consiglio per i Laici eresse la Comunità di vita cristiana in associazione internazionale di fedeli di diritto pontificio il 3 dicembre 1990.
La CVX trae ispirazione dall'insegnamento di sant'Ignazio di Loyola e riceve la guida spirituale dalla Compagnia di Gesù. L'esperienza degli esercizi spirituali di sant'Ignazio è di estrema importanza per i membri della CVX. Ogni membro è invitato a condurre uno stile di vita semplice e basato sul Vangelo, per servire gli ultimi e e integrare contemplazione e azione. Secondo la dimensione apostolica della spiritualità ignaziana, i membri della CVX riflettono anche su come portare i valori del Vangelo in ogni aspetto della vita quotidiana nel mondo di oggi.

## Struttura
L'organo di governo centrale della CVX è l'Assemblea generale, costituita dal Consiglio esecutivo e dai delegati delle comunità nazionali. Il Consiglio esecutivo (composto dal Presidente, dal Vicepresidente, dal Segretario, dal Tesoriere, dall’Assistente ecclesiastico, dal Vice-Assistente ecclesiastico e da tre Consiglieri) ha il compito di attuare le decisioni e gli indirizzi formulati dell'Assemblea generale.
La sede centrale della CVX è in Borgo Santo Spirito a Roma.

## Attività e diffusione
La CVX conta circa 123 000 membri presenti in 52 nazioni.
I membri della CVX partecipano alle attività promosse dalla Compagnia di Gesù; gestiscono, inoltre, scuole in Cile e a Hong Kong, case per ritiri spirituali in Francia e altre istituzioni nelle Filippine e in Cile. Pubblicano la rivista semestrale Progressio e il bollettino trimestrale Projects.
Dal 2010 la CVX ha stretto una collaborazione con la Lega missionaria studenti, altro movimento laico ignaziano, che attualmente ricopre la sua sezione missionaria.
Il 30 aprile 2015 la CVX, insieme con la LMS, è stata ricevuta in udienza privata da Papa Francesco.